# Andrzej Niemojewski

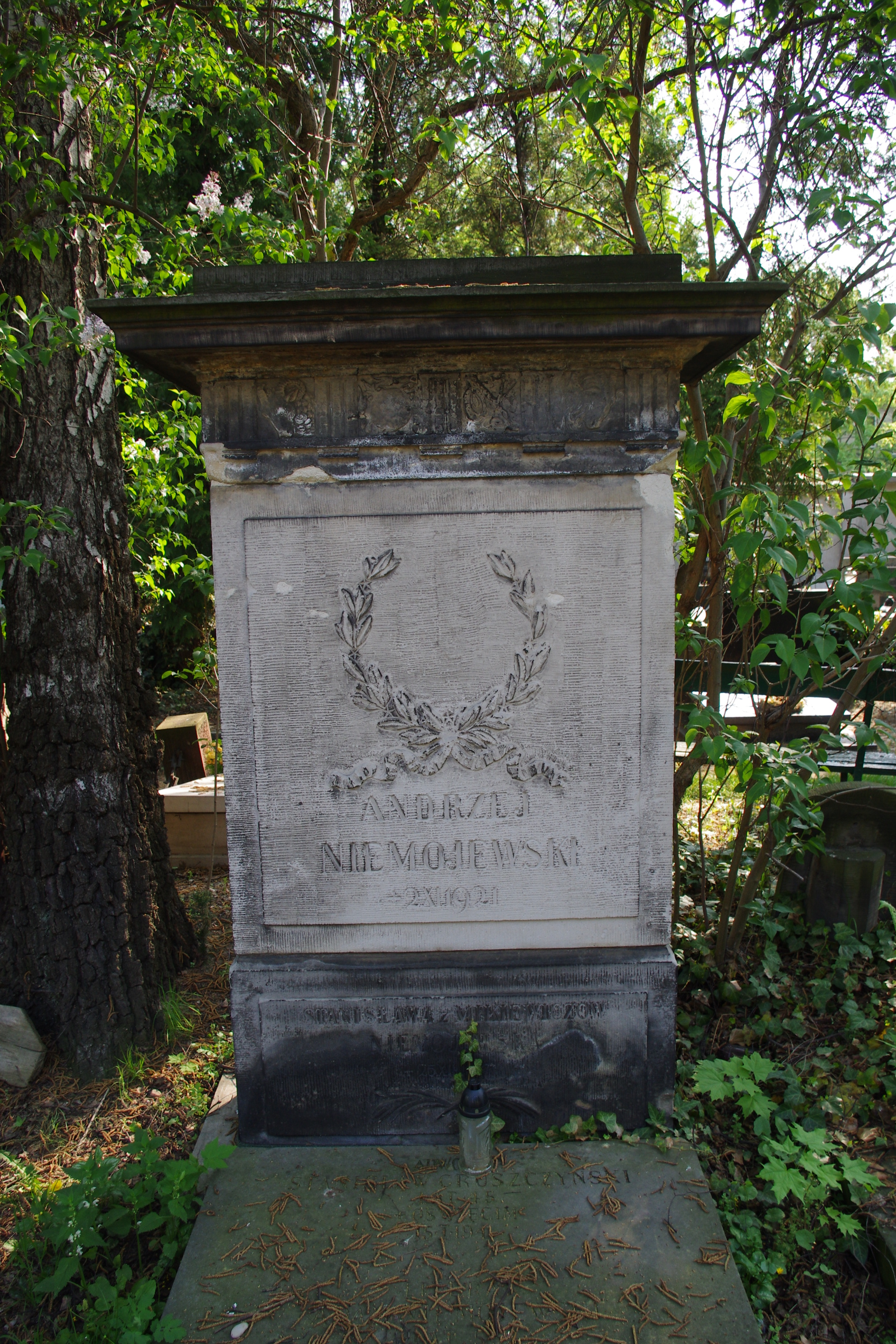
Grób poety Andrzeja Niemojewskiego na Cmentarzu ewangelicko-reformowanym w Warszawie

Andrzej Jan Niemojewski herbu Rola ps. „Lambro, Lubieniec A., Rokita” (ur. 24 stycznia 1864 w Rokitnicy, zm. 3 listopada 1921 w Warszawie) – polski poeta, pisarz i publicysta okresu Młodej Polski, religioznawca oraz społecznik.

## Rodzina
Urodził się 24 stycznia 1864 w Rokitnicy pod Brodnicą w rodzinie Feliksa Niemojewskiego herbu Rola (1824–1898) i Józefy Noskowskiej ze Srzeńska herbu Łada. Dziadek od strony ojca, Józef Niemojewski (1769–1839) był starostą śremskim i generałem brygady Wojska Polskiego. Ojciec architekta Lecha Niemojewskiego (1894–1952).

## Wykształcenie i twórczość
Studiował prawo na Uniwersytecie w Dorpacie. W 1886 roku przyjęty do bractwa akademickiego (korporacji) Konwent Polonia. Twórczość Niemojewskiego była bardzo różnorodna. Obejmowała wiersze zaangażowane społecznie, historie wzorowane na materiale mitologicznym, a także nowele, rozprawy i artykuły. Pisarz zajmował się tłumaczeniami z języka francuskiego oraz wydawał tygodnik „Myśl Niepodległa”.
Znany jest także z klasycznej powieści Listy człowieka szalonego (1899), oznaczającej się humorem i dystansem w odzwierciedleniu środowiska cyganerii literackiej ówczesnego Krakowa oraz społecznego wyobcowania artysty. Twórczość pisarza oscylowała między naturalizmem a prozą poetycką.

## Działalność polityczna i społeczna
Na łamach swoich artykułów Niemojewski głosił poglądy wolnomyślicielskie i antyklerykalne, a od początku XX wieku również krytykujące Żydów. Zajmował się także astrologią, był twórcą teorii o astrologicznym pochodzeniu doktryn chrześcijaństwa. Z powodu napastliwej antyreligijnej publicystyki został w 1911 roku skazany na rok pobytu w Cytadeli.
Początkowo aktywny socjalista, działacz PPS, organizator akcji oświatowych. W 1899 roku został aresztowany przez władze carskie. W trakcie rewolucji 1905 roku rzecznik strajku szkolnego. Po rewolucji poróżnił się z socjalistami, przechodząc na pozycje nacjonalistyczne i antysemickie. W latach 1906–1913 był działaczem Towarzystwa Kultury Polskiej.
Zmarł 3 listopada 1921 w Warszawie. Pochowany na cmentarzu ewangelicko-reformowanym w Warszawie (kwatera N-1-38).

## Twórczość literacka[8][9]

### Poezje, poematy, dramaty, opowiadania, szkice, krytyka literacka etc. oraz studia biblijne i praceastralistyczne
- (Z Antonim Czubryńskim:) Astralogematy cudownych nakarmień Bydgoszcz 1939. kopia cyfrowa (Odbitka z Polskiego Kalendarza Astrologicznego na rok 1939. Bydgoszcz 1939 kopia cyfrowa)
- Bajka; Poemat w I-ej odsłonie Warszawa 1900; wyd. 2: Warszawa 1901 kopia cyfrowa
- Biblja a gwiazdy Sto pytań, stawionych biblistom, oraz sto odpowiedzi, dla ludzi, umiejących myśleć własną głową. Warszawa 1924 kopia cyfrowa 1 kopia cyfrowa 2; wyd. 2 pt. Biblia a gwiazdy... Warszawa 1959.
- Boruch Kraków 1907
- Bóg czy człowiek? Wybór z dzieł Andrzeja Niemojewskiego o pochodzeniu chrześcijaństwa. Warszawa 1960.
- Bóg Jezus w świetle badań cudzych i własnych Warszawa 1909.

– tłum. niem. (rozszerz.): Astrale Geheimnisse des Christentums, Graz 2012; ISBN 978-3-902792-90-7
- - Gott Jesus im Lichte fremder und eigener Forschungen samt Darstellung der evangelischen Astralstoffe, Astralszenen und Astralsysteme. Deutsche bearbeitete und erweiterte Ausgabe. Teil 1. München 1910 kopia cyfrowa
  - Gott Jesus im Lichte fremder und eigener Forschungen samt Darstellung der evangelischen Astralstoffe, Astralszenen und Astralsysteme. Deutsche bearbeitete und erweiterte Ausgabe. Teil 2 und Teil 3. München 1910 kopia cyfrowa

– wybór ang.:
- - God Jesus: the sun, moon and stars as background to the gospel stories. Abridged by Violet MacDermot and translated from the German by Anna Meuss and Violet MacDermot. London 1996.
- Czyniący sto, czyniący sześćdziesiąt i czyniący trzydzieści Przypowieść ewangieliczna o siewcy w świetle astroteozofji starochrześcijańskiej. Warszawa 1916 kopia cyfrowa
- Dawność a Mickiewicz [Filozofja Mickiewicza. Liczby i godziny. Widma. Gwiazdy Mickiewicza. Tradycje improwizacji.] Warszawa – Lublin – Łódź – Poznań – Kraków [ok. 1921] kopia cyfrowa 1 kopia cyfrowa 2
- Doba obecna w Królestwie Polskiem Kraków 1905 kopia cyfrowa
- Dusza żydowska w zwierciadle Talmudu Warszawa 1914; wyd. 2, uzup.: Warszawa 1920 kopia cyfrowa; (przedruk wyd. 2:) b. m. wyd. 1982; London, Ontario [po 1990].
- Dwa drzewa biblijne Drzewo Wiadomości Złego i Dobrego i Drzewa Wiecznego Żywota. Warszawa 1908 kopia cyfrowa
- Dzieje krzyża Warszawa 1908 kopia cyfrowa
- Dzień on, dzień gniewu Pańskiego Lwów 1902 kopia cyfrowa
- Epoka eunuchów nad wodami rzeki Idiglat Warszawa – Lwów 1906 kopia cyfrowa
- Etyka Talmudu Warszawa 1917; wyd 2, uzup.: Warszawa 1920 kopia cyfrowa
- Ewangielja Orła odczytana z gwiazd Warszawa 1912 kopia cyfrowa
- Familia. Dramat w 5 aktach Kraków 1901 kopia cyfrowa
- Gematrja i Dziady (W: Biblioteka Samokształcenia. R. 3. Warszawa 1904. S. 307–333) kopia cyfrowa 1 kopia cyfrowa 2
- Giordano Bruno Odczyt wygłoszony d. 17 listopada 1907 r. w „Uniwersytecie dla wszystkich” w wielkiej sali Filharmonji Warszawskiej. Warszawa 1908 kopia cyfrowa
- Horoskopy święte przypowieści ewangielicznych, czyli obrazy nieba globusowego, ilustrujące te przypowieści [Horoscopi sacri parabolarum evangelicarum sive Imagines caeli sphaerici has parabolas illustrantes.] Warszawa 1917 kopia cyfrowa
- Juljusz Słowacki Lwów 1902 kopia cyfrowa
- Katechizm wolnego myśliciela Kraków 1908; Toledo, Ohio 1914.
- Ksiądz Pranajtis i jego przeciwnicy Warszawa 1914.
- Któż ten mąż? (Widzenie księdza Piotra, Dziadów cz. III, scena V). Kraków 1903 kopia cyfrowa 1 kopia cyfrowa 2
- Legendy / tytuł skonfiskowany[10][11]:

- - wyd. 1 (krajowe) pt. Legendy Lwów 1902 kopia cyfrowa
  - wyd. 2 (krajowe) pt. Tytuł skonfiskowany Lwów 1903.
  - wyd. 3 (krajowe) pt. Tytuł skonfiskowany Lwów 1905 kopia cyfrowa
  - pt. Legendy Chicago [ok. 1910].
  - pt. Legendy Chicago [ok. 1920].
  - wyd. 4 (krajowe) pt. Legendy Warszawa 1924.

- Listopad Lwów 1896 kopia cyfrowa
  - Wyd. 2, powiększone, pt. Listopad. (W miesiącu opadających liści). Łódź 1904 kopia cyfrowa
- Listy człowieka szalonego Warszawa 1899 kopia cyfrowa; wyd. 2, przejrz.: Warszawa 1903; Warszawa 1954; Kraków 2004. ISBN 83-242-0243-9.
  - Tłum. rosyjskie: Письма ненормальнаго человэка. Moskva 1912. kopia cyfrowa
- Ludzie rewolucji [Ptak. Zwidziska. Latawica. Maciej Bala. Święto Wolności. Jur. Dziennikarz. Pan Jezus w Warszawie. Quovadisiana.] Kraków 1906
- Ludzie rewolucji i inne opowiadania Warszawa 1961.
- Majówka Lwów 1895 kopia cyfrowa
- Mowa Andrzeja Niemojewskiego o wielkiej tradycji Rzeczypospolitej Polskiej Wygłoszona dnia 28 września 1918 w Sali Stowarzyszenia Techników. Warszawa 1918 kopia cyfrowa
- O masonerji i masonach; Szkic popularny Warszawa 1906 kopia cyfrowa
  - (? =) Co to jest masonerya? Toledo, Ohio [ok. 1906].
- O państwowości polskiej Mowa wygłoszona 1 października 1920 r. w Warszawie. Warszawa 1920.
- O pochodzeniu naszego Boga Warszawa 1907 kopia cyfrowa
- Objaśnienie katechizmu Warszawa 1907 kopia cyfrowa; Toledo, Ohio 1923.
- Odpowiedź obrońcom Brzozowskiego a oskarżycielom prasy B. m. wyd. 1909. [Wyciąg z Myśli Niepodległej. 1909. Nr 97] kopia cyfrowa
- Płanetnik; Nowela Warszawa 1911
- Poezje Kraków 1891.
- Poezje; Serja druga Kraków 1893.
- Poezje prozą (Obrazy) [Habdank. Retman. Helotka. Didomi. Ogłoszenie. Nad brzegami Dunajca. Pali się! Bajka noworoczna.] Kraków 1891 kopia cyfrowa
- Pokrzywy Kraków 1907
- Polonia irredenta Lwów – Kraków – Warszawa 1895–1898. 7 części:
  - I. Podziemia. Lwów 1895.
  - II. Łuny. Lwów 1895
  - III. Ziemia obiecana. Lwów 1895
  - IV. W ciszy wiejskiej. Kraków 1896
  - V. Stolica. VI. Ptaki burzy. Kraków 1896
  - VI. j.w.
  - VII. Żołnierka naszego chłopa. Warszawa 1898 kopia cyfrowa
- Polonia irredenta Dwa różne wybory wierszy z cyklu „Polonia irredenta”:
  - Kraków 1901
  - Lwów 1907 kopia cyfrowa
- Polonia irredenta Wrocław 1972.
- Polskie niebo Warszawa 1924 kopia cyfrowa
- Prawo żydowskie o gojach Warszawa 1918 kopia cyfrowa
- Prometeusz [Szalony bieg. Ludzie ze związanymi oczyma. Matka i dziecko.] Warszawa 1900
- Proroctwo rzezi galicyjskiej wobec historyi Kraków 1902
- Rokita; Poemat dramatyczny w sześciu aktach Kraków 1901 kopia cyfrowa
- Sen faraona a obie konstelacje Siedmiu Wołów [Somnium Pharaonis septemtrionesque duplices.] Warszawa 1917 kopia cyfrowa
- Skład i pochód armji piątego zaboru Warszawa 1911 kopia cyfrowa
- Sokrates Odczyt wygłoszony d. 3-go listopada 1907 r. w „Uniwersytecie dla wszystkich” w wielkiej sali Filharmonji Warszawskiej. Warszawa 1908 kopia cyfrowa
- Sprawa Legend i Objaśnienia katechizmu Przyczynek do dziejów kultury w Polsce na początku XX-go stulecia. Warszawa 1909 kopia cyfrowa
- Sprawa spoczynku niedzielnego Warszawa 1918.
- Stanisław Wyspiański; Studjum Literackie Warszawa 1903kopie cyfrowe
- Stworzenie Świata Według Biblji (Komentarz) Warszawa 1909 kopia cyfrowa 1 kopia cyfrowa 2
- Szopka Warszawa 1901
- Szpieg pokolenia bezimieńców B. m.wyd. 1918. [Wyciąg z Myśli Niepodległej. 1918. Nr 407] kopia cyfrowa
- Tajemnice astrologji chrześcijańskiej Warszawa 1913 kopia cyfrowa
  - tłum. niemieckie: Astrale Geheimnisse des Christentums. Frankfurt am Main 1913 kopia cyfrowa; (?) wyd. 2: 1926.
  - tłum. rumuńskie (tłumacz Dan-George Uza): Taine astrale din creștinism. Astromix, Cluj-Napoca, 2023.
- Tajemnice hierarchii rzymskiej: nietolerancya, despotyzm, pycha, obłuda i zdrajczość rzymskiego kleru, dla przestrzeżenia ludu polskiego odkryta (Na podstawie wyciągów z prasy katolickiej, mów i pism dostojników kościelnych, oraz tekstu ślubów kapłańskich i zakonnych). Chicago 1919 kopia cyfrowa
- Warum eilten die Jünger nach Emmaus? Frankfurt am Main 1911 kopia cyfrowa
  - [Po polsku pt. Dlaczego uczniowie dążyli do Emmaus? W: Myśl Niepodległa. Warszawa 1911. Nr 163. S. 289–308] kopia cyfrowa
- Wybór poezji Kraków 1955.
- Wybór poezyi Warszawa 1899 kopia cyfrowa
- Wybór wierszy Warszawa 1983. ISBN 83-06-00922-3.
- Wybór wierszy; Z Cyklu: Polonia Irredenta B. m. wyd. 1907 kopia cyfrowa kopia cyfrowa 3
- Z pod pyłu wieków; I. Sokrates Warszawa 1906
- Z pod pyłu wieków; II. Aszur i Mucur Warszawa 1906
- Zaklęty królewicz; Baśń Warszawa 1900 kopia cyfrowa

### Pozostałe
- Głośna sprawa sądowa Andrzeja Niemojewskiego, który wystąpił przeciwko frymarczeniu ziemią polską przez spekulantów przy pomocy żydów ... (Warszawa, 20.VI.1918) Warszawa 1918.
- 'Krakowska Fronda P.P.S. [Incipit: W czasach ostatnich dwa listy otwarte narobiły w społeczeństwie naszem dużo zamętu ...]. Lwów 1906. [Odbitka z Kuriera Lwowskiego. 1906. Nr 26.]
- List Andrzeja Niemojewskiego do Józefa Wiśniowskiego (07.02.1902) kopia cyfrowa
- List Andrzeja Niemojewskiego do Józefa Wiśniowskiego (05.08.1903) kopia cyfrowa
- List otwarty [Incipit: Zarząd Socjalnej Demokracji Królestwa Polskiego i Litwy rozrzucił po ziemiach polskich Pańską odezwę ...] (Zakopane, w Galicji d. 12 maja 1906 r.). Zakopane 1905.
- Suplikacje [Incipit: Zamilkły słowiki i fujarki na łące, zaczerniało słońce ...]. B. m. wyd. 1905.

### Artykuły autorstwa Andrzeja Niemojewskiego zawarte w czasopiśmieMyśl Niepodległa(1906-1921)
- Myśl Niepodległa.

### Przekłady
- Ernest Renan: Żywot Jezusa. Kraków 1904; wyd. 2, przejrz.: Warszawa 1907[12]; wyd. 3: Warszawa 1910; Łódź 1991. ISBN 83-218-0794-1.
- Józef Flawjusz: Dzieje wojny żydowskiej przeciwko Rzymianom. Warszawa 1906 (reprint: Wydawnictwo Armoryka, Sandomierz 2008 i Sandomierz 2010)
- Upton Beall Sinclair: Grzęzawisko. Warszawa 1907; Warszawa 1949.
- Friedrich Delitzsch: Babilon i Biblia. Warszawa 1907 kopia cyfrowa; wyd. 2: Warszawa 1911.
- Konrad Germann: Klasztory przed sądem ludu. Warszawa 1909 kopia cyfrowa